# Didemnum tetrahedrum
Didemnum tetrahedrum is een zakpijpensoort uit de familie van de Didemnidae. De wetenschappelijke naam van de soort is voor het eerst geldig gepubliceerd in 2004 door Dias & Rodrigues.